# Adjumani (district)
Adjumani is een district in het noorden van Oeganda.
Adjumani telt 201.493 inwoners op een oppervlakte van 3128 km².